# Aznalcázar
Aznalcázar è un comune spagnolo di 3 473 abitanti situato nella comunità autonoma dell'Andalusia.

## Geografia fisica
È bagnato dal fiume Guadiamar. La parte meridionale del comune è compresa nel Parco nazionale di Doñana ed è bagnata dal Guadalquivir.